# Bettmann Archive

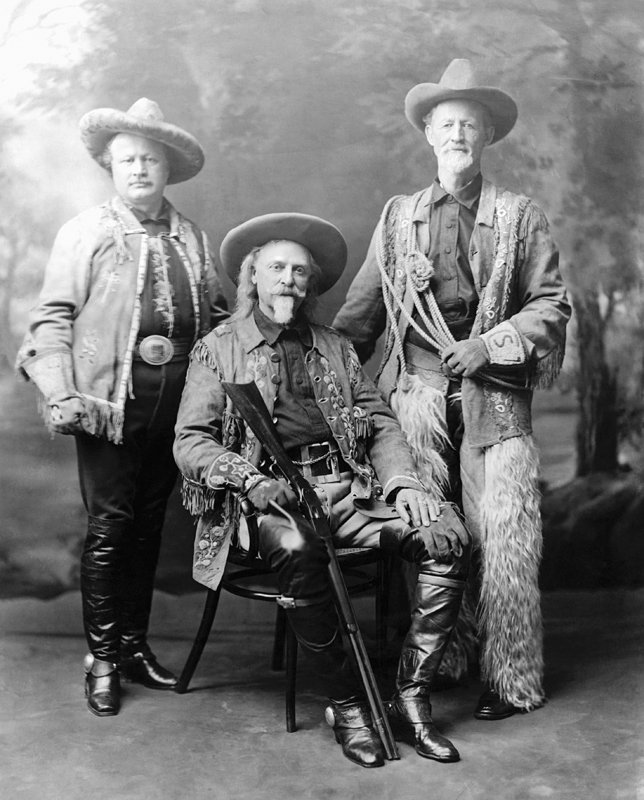
Buffalo Bill (assis). Source Bettmann/Corbis, The New York Times photo archive, années 1890.

La Bettmann Archive est une banque de photographies et d'images, certaines remontant à la période de la Guerre de Sécession (1861-1865) et comprenant certaines des images historiques les plus célèbres de l'histoire des États-Unis. Les archives comprennent également des images provenant d'Europe et d'ailleurs.
Elle fut fondée en 1936 par Otto Bettmann (1903 - 1998), un conservateur de musée  allemand qui émigra aux États-Unis en 1935, emportant avec lui 2 malles contenant près de 25 000 images, pour la plupart des négatifs qu'il avait réalisés lui-même. En 1960, Bettmann l'installa dans le Tischman building sur West 57th Street à New York. En 1981 lorsqu'il la vend à la Kraus-Thomson Organization, la collection est composée de 5 millions de photos, tirages, posters, gravures et autres supports graphiques retraçant l'histoire du XXe siècle.
En 1990 Kraus-Thomson achète 11,5 millions d'images photographiques, la plupart provenant de la United Press International et de Reuters. De nombreuses d'entre elles sont célèbres comme celle de Winston Churchill faisant le V de la victoire, un astronaute sur la Lune, Albert Einstein tirant la langue ou Marilyn Monroe retenant sa robe au-dessus d'une bouche de métro.
En 1995, les archives sont revendues à Corbis, une banque d'images créée par Bill Gates dans le but de construire une immense photothèque numérique à but commercial.

## Conservation des documents
En 2002, dans le but de préserver les photographies et les négatifs qui souffraient particulièrement de la chaleur, de l’humidité et de la consultation manuelle des clichés, Corbis les déplace de Manhattan à Boyers en Pennsylvanie, dans une réserve creusée dans le calcaire située à 67 mètres de profondeur, dénommée l'Iron Mountain/National Underground Vital Records Storage Facility.
La chambre de stockage a été progressivement amenée jusqu'à une température de −20 °C (−4 °F) et un taux d'humidité relative de 35 %, conditions optimales pour assurer la meilleure conservation possible de la collection.
De plus, Corbis a entrepris de numériser tous les documents et, à l'avenir, seules les copies numériques seront accessibles.